# Myotis abei
Myotis abei é uma espécie de morcego da família Vespertilionidae.
Apenas pode ser encontrada na Rússia.